# Cattedrali in Sudafrica

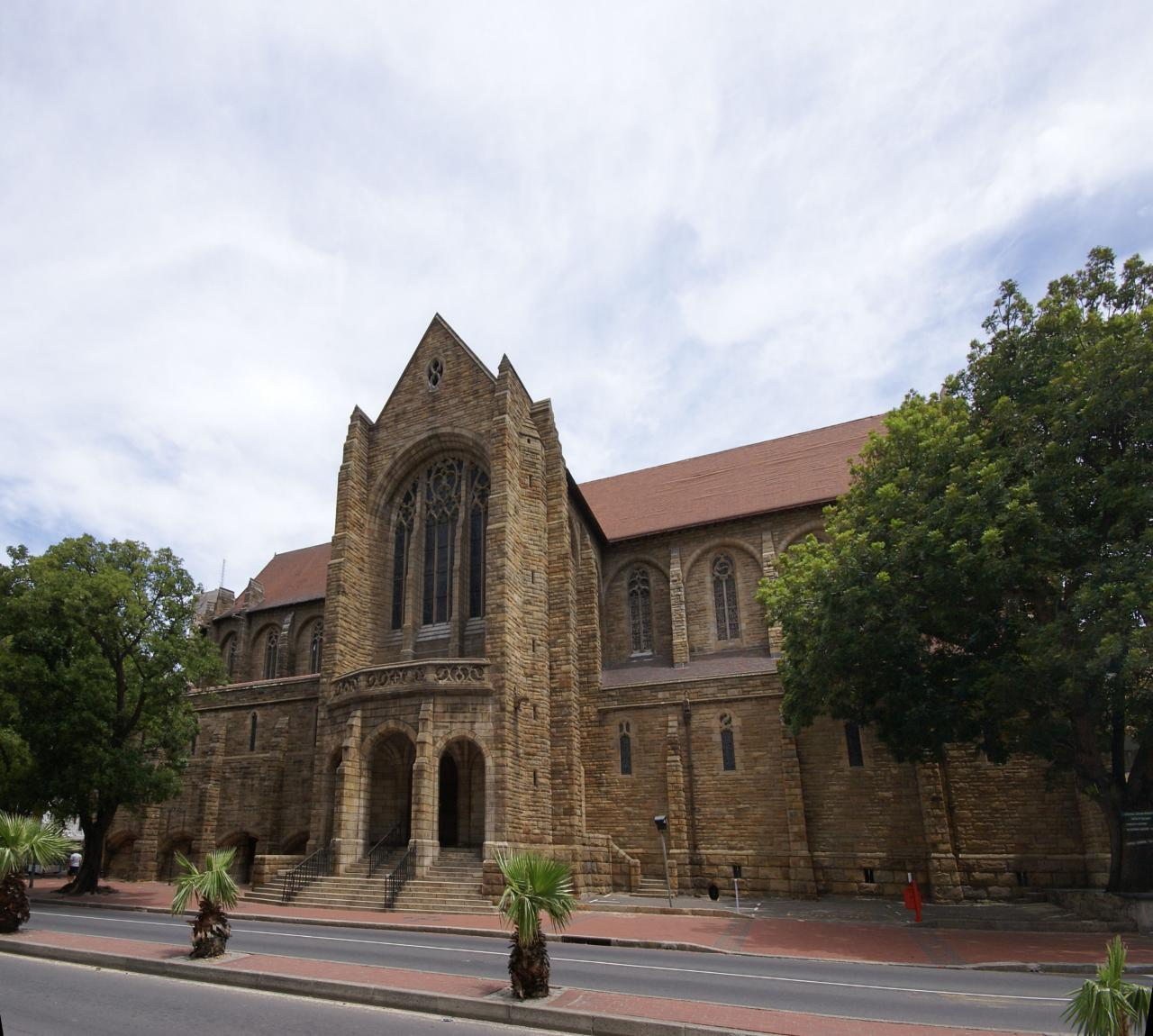
Cattedrale di San Giorgio, Città del Capo

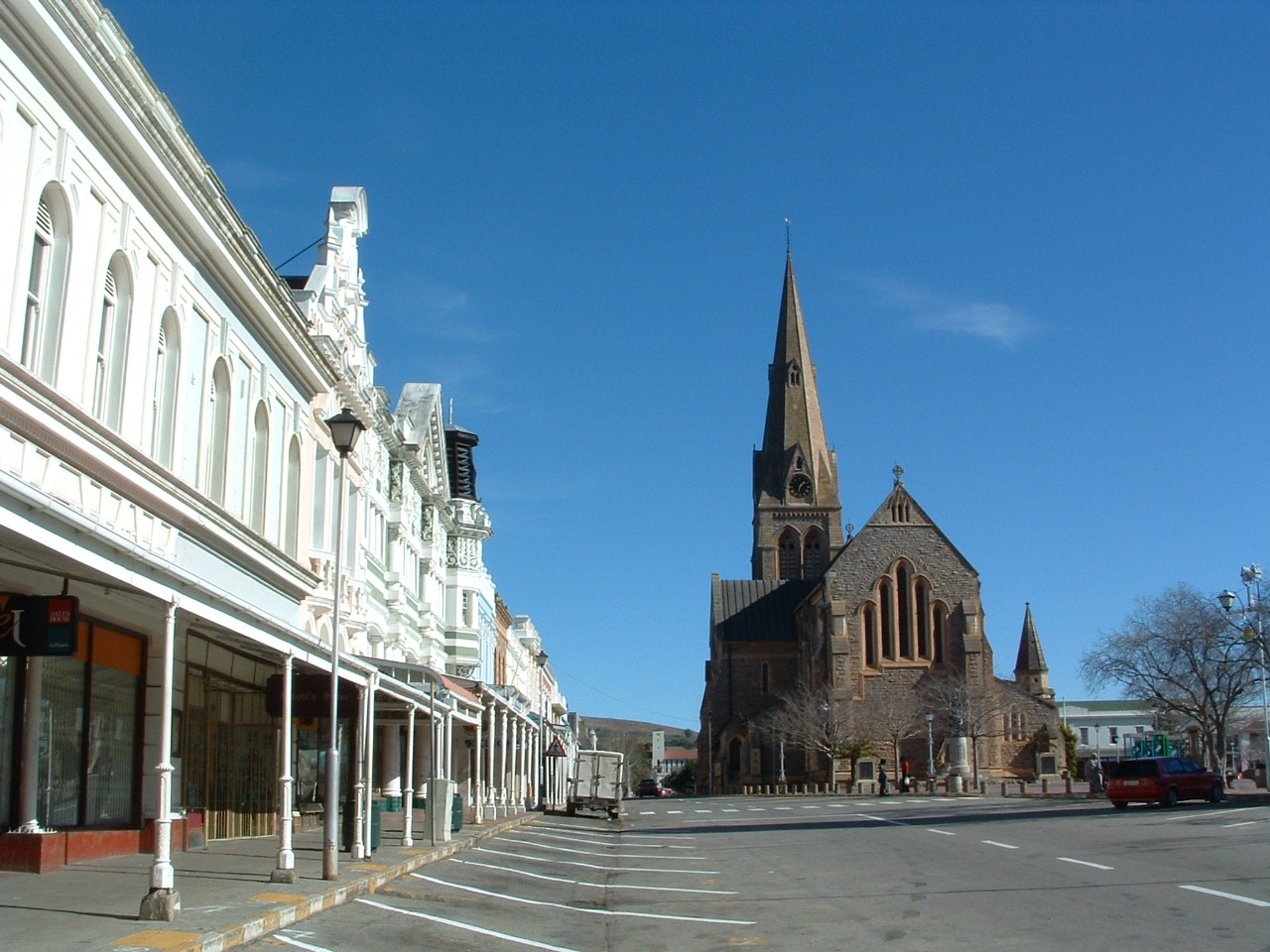
Cattedrale di San Michele e San Giorgio, Grahamstown

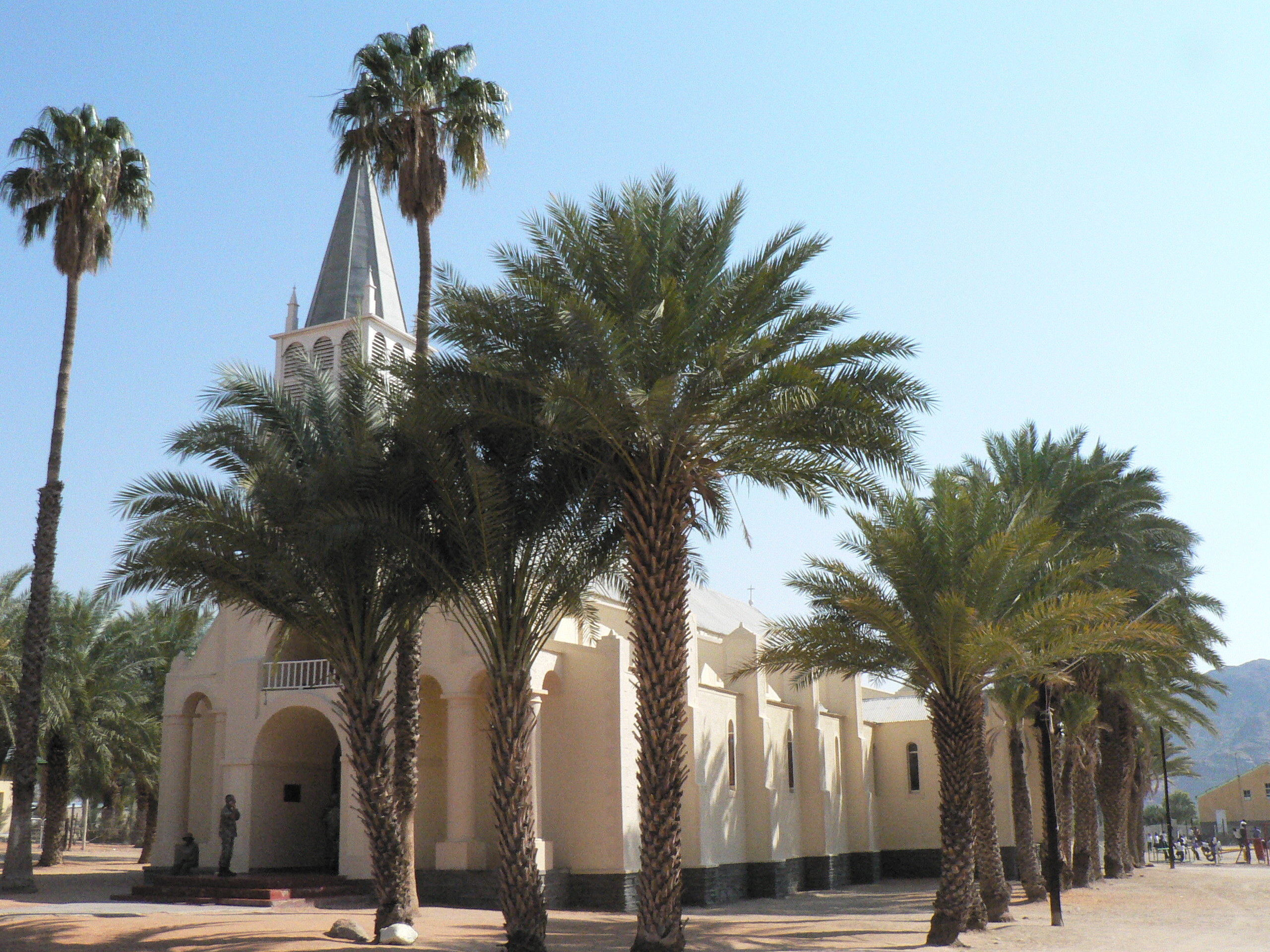
Cattedrale dell'Immacolata Concezione, Pella

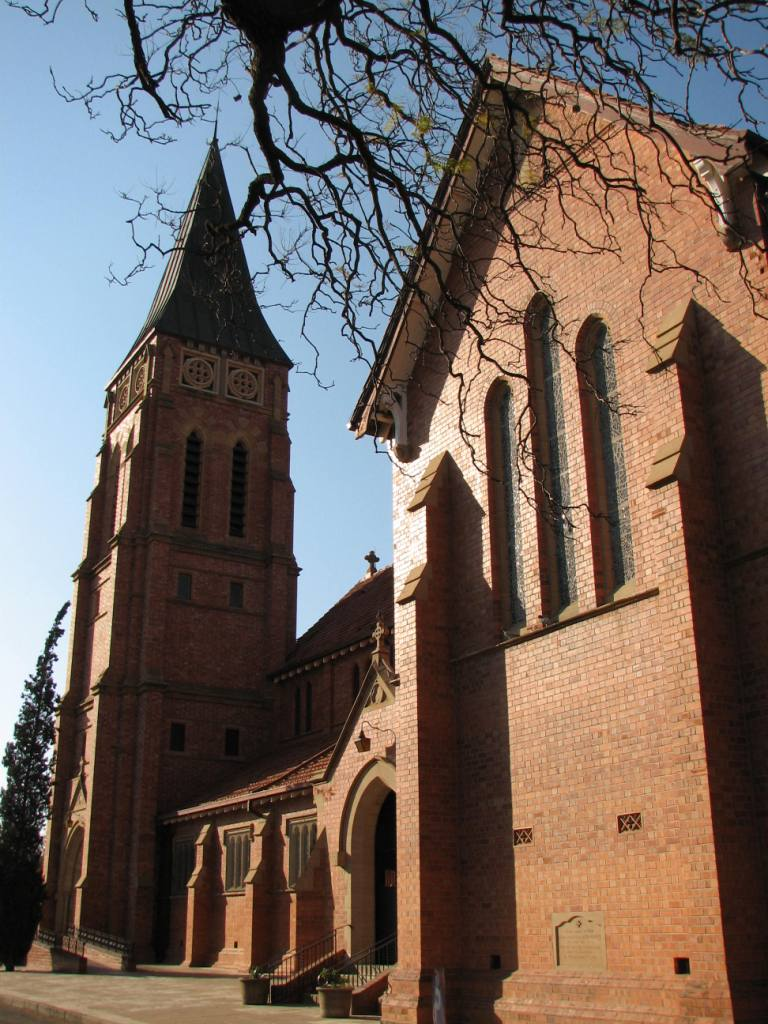
Cattedrale di San Cipriano, Kimberley

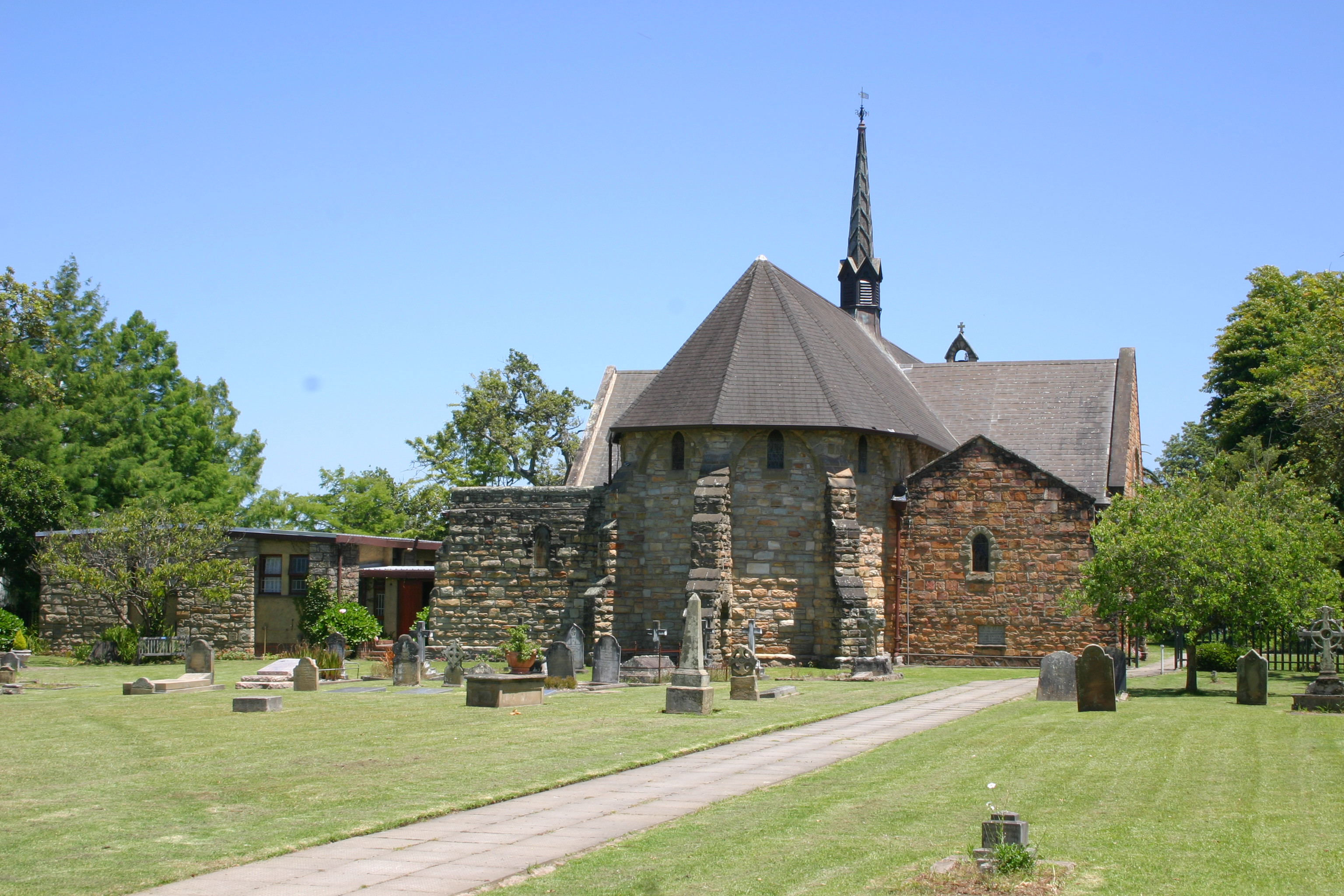
Cattedrale di San Marco, George

Questa è una lista delle cattedrali in Sudafrica.

## Cattedrali cattoliche
| Cattedrale                                                 | Arcidiocesi o Diocesi             | Località       |
| ---------------------------------------------------------- | --------------------------------- | -------------- |
| Cattedrale del Sacro Cuore di Gesù                         | Arcidiocesi di Bloemfontein       | Bloemfontein   |
| Cattedrale del Cuore Immacolato di Maria                   | Diocesi di Bethlehem              | Bethlehem      |
| Cattedrale dell'Immacolata Concezione                      | Diocesi di Keimoes-Upington       | Pella          |
| Concattedrale di Sant'Agostino                             | Diocesi di Keimoes-Upington       | Upington       |
| Cattedrale di Santa Maria                                  | Diocesi di Kimberley              | Kimberley      |
| Cattedrale di San Patrizio                                 | Diocesi di Kroonstad              | Kroonstad      |
| Cattedrale della Santa Maria della Fuga in Egitto          | Arcidiocesi di Città del Capo     | Città del Capo |
| Cattedrale del Sacro Cuore di Gesù                         | Diocesi di Aliwal                 | Aliwal         |
| Cattedrale di Nostra Signora Assunta                       | Diocesi di De Aar                 | De Aar         |
| Cattedrale del Santissimo Salvatore                        | Diocesi di Oudtshoorn             | Oudtshoorn     |
| Cattedrale di Sant'Agostino                                | Diocesi di Port Elizabeth         | Port Elizabeth |
| Cattedrale di Cristo Re                                    | Diocesi di Queenstown             | Queenstown     |
| Cattedrale dell'Emmanuele                                  | Arcidiocesi di Durban             | Durban         |
| Cattedrale di San Francesco d'Assisi                       | Diocesi di Dundee                 | Dundee         |
| Cattedrale di Santa Teresa del Piccolo Fiore               | Diocesi di Eshowe                 | Eshowe         |
| Cattedrale di San Patrizio                                 | Diocesi di Kokstad                | Kokstad        |
| Cattedrale di San Giuseppe                                 | Diocesi di Mariannhill            | Mariannhill    |
| Cattedrale di Tutti i Santi                                | Diocesi di Umtata                 | Umtata         |
| Cattedrale di Nostra Signora di Lourdes                    | Diocesi di Umzimkulu              | Umzimkulu      |
| Cattedrale di Cristo Re                                    | Arcidiocesi di Johannesburg       | Johannesburg   |
| Cattedrale del Cristo Redentore                            | Diocesi di Klerksdorp             | Klerksdorp     |
| Cattedrale di Cristo Re                                    | Diocesi di Witbank                | Witbank        |
| Cattedrale del Sacro Cuore                                 | Arcidiocesi di Pretoria           | Pretoria       |
| Cattedrale di San Benedetto                                | Diocesi di Polokwane              | Polokwane      |
| Cattedrale del Santissimo Redentore                        | Diocesi di Rustenburg             | Rustenburg     |
| Cattedrale della Santissima Trinità                        | Diocesi di Tzaneen                | Tzaneen        |
| Cattedrale del Buon Pastore e di Nostra Signora dei Dolori | Vicariato apostolico di Ingwavuma | Ingwavuma      |

## Cattedrali anglicane
| Cattedrale                                         | Arcidiocesi o Diocesi                      | Località         |
| -------------------------------------------------- | ------------------------------------------ | ---------------- |
| Cattedrale Cattedrale di Sant'Andrea e San Michele | Diocesi anglicana di Bloemfontein          | Bloemfontein     |
| Cattedrale di San Dunstano                         | Diocesi anglicana dell'Highveld            | Benoni           |
| Cattedrale di San Giorgio                          | Diocesi anglicana di Città del Capo        | Città del Capo   |
| Cattedrale di San Marco                            | Diocesi anglicana di George                | George           |
| Cattedrale di San Michele e San Giorgio            | Diocesi anglicana di Grahamstown           | Grahamstown      |
| Cattedrale di Santa Maria                          | Diocesi anglicana di Johannesburg          | Johannesburg     |
| Cattedrale di San Cipriano                         | Diocesi anglicana di Kimberley e Kuruman   | Kimberley        |
| Cattedrale di San Giovanni Evangelista             | Diocesi anglicana di Mthatha               | Mthatha          |
| Cattedrale della Santa Natività                    | Diocesi anglicana di Natal                 | Pietermaritzburg |
| Cattedrale di Santa Maria                          | Diocesi anglicana di Port Elizabeth        | Port Elizabeth   |
| Cattedrale di Sant'Albano                          | Diocesi anglicana di Pretoria              | Pretoria         |
| Cattedrale di San Michele e Tutti gli Angeli       | Diocesi anglicana di Zululand              | Eshowe           |
| Cattedrale di Christ Church                        | Diocesi anglicana di San Marco Evangelista | Polokwane        |
| Cattedrale della Resurrezione                      | Diocesi anglicana di Matlosane             | Ikageng          |

## Cattedrali ortodosse

### Chiesa greco-ortodossa
| Cattedrale                | Diocesi                               | Città          |
| ------------------------- | ------------------------------------- | -------------- |
| Cattedrale di San Giorgio | Arcidiocesi di Capo di Buona Speranza | Città del Capo |

### Chiesa ortodossa africana d'Africa[1]
| Cattedrale                 | Diocesi | Città            |
| -------------------------- | ------- | ---------------- |
| Cattedrale di San Patrizio |         | Pietermaritzburg |
| Cattedrale del Santo Nome  |         | Città del Capo   |